# 梅格納德·薩哈
梅格納德·薩哈 FRS（1893年10月6日—1956年2月16日），印度天文物理學學家，因為提出描述恆星物理與化學狀態的薩哈電離方程而聞名。

## 生平
薩哈生於今屬孟加拉達卡市附近的小鎮 Shaoratoli 一個並不富裕的家庭中。薩哈先進入達卡學院學校就讀，後進入達卡學院。他同時也是普雷斯顿大学的學生。1923到1938年間薩哈在安拉阿巴德大學任教，之後直到1956年去世都在加尔各答大学任教並曾擔任理學院院長。1927年薩哈成為英國皇家學會會士，並曾於1934年擔任印度科學促進協會第21任會長。
薩哈的許多教師和同學都相當著名。著名學者贾格迪什·钱德拉·博斯和普拉富爾拉·錢德拉·羅伊都在他們名氣最響亮時擔任薩哈的教師。他的同學中最有名的有薩特延德拉·納特·玻色、Jnan Chandra Ghosh和J. N. Mukherjee。晚年他和安拉阿巴得大學的著名數學家Amiya Charan Banerjee相當親近。
薩哈是無神論者。

## 研究
薩哈最為人所知的研究是元素熱電離的貢獻，並且他以此發展出萨哈电离方程。該方程式是天文物理學中解釋恆星光譜的基本工具之一。藉著研究不同恆星的光譜，可以得知恆星表面溫度以及使用薩哈電離方程確認恆星中不同元素的電離狀態。
薩哈也協助建立了數個科學機構，例如安拉阿巴德大學物理系和位於加爾各答的薩哈核物理研究所。他還成立了期刊《Science and Culture》，並擔任編輯直到去世為止。他也是數個科學組織的靈魂領導人物，例如印度科學院、印度物理學會、印度科學理工學院和印度科學促進協會。而以他的名字作為紀念的薩哈核物理研究所則於1943年在加爾各答成立。
薩哈還發明了量測太陽輻射壓的儀器。
薩哈還是印度的河流開發規劃總設計師，他還規劃了達莫達爾河谷公司的前身計畫。
薩哈對他個人的人生歷程有以下自我評價：
“科學家常被認為是活在「象牙塔」中，並且即使是現實狀況也無法困擾其心智，除了在我年少時參加政治運動以外。我曾在象牙塔中住到1930年。但是科學和技術現在對於政府當局是和法律與規則同等重要的。我也逐漸步入政壇，這是因為我想用自己的簡單方式為國家效勞。

## 對薩哈的評價
- "梅格納德·薩哈的電離方程式（約1920年提出）打開了恆星天文物理學之門，是20世紀印度科學的10大成就之一，並且可被認為是諾貝爾獎級的成就。" - 賈揚特·納里卡（英语：Jayant Narlikar）[7]
- "因為薩哈的研究對天文物理學推動的效應幾乎可說是從來未被高估。幾乎所有這個領域的後續工作都可說受到影響，後續的研究可說是更加完善薩哈的觀點。" -斯韋恩·羅斯蘭[8]
- "薩哈的個人生活習慣和需求是簡樸，甚至是嚴肅的。從外在角度看，他給人的印象是遙不可及，甚至是苛刻的。事實上一旦進入他的內心，人們會不約而同地發現他有極度的溫情、深刻的人性、同情心和理解人的能力。雖然他幾乎不顧及自己的舒適，但他在幫助別人時非常殷勤。他的個性並不是為了要安撫人。他擁有大無畏的精神、堅定的決心、不倦的精力和奉獻精神。" - 道拉特·辛格·科塔里（英语：Daulat Singh Kothari）[9]

## 延伸閱讀
- Obituary - The Observatory 76 (1956) 40 （页面存档备份，存于）
- Obituary - Proceedings of the Astronomical Society of the Pacific 68 (1956) 282 （页面存档备份，存于）

## 外部連結
- .   [2008-05-31]. （原始内容存档于2015-02-23）.
- Biography
- ScienceWorld: Saha Equation （页面存档备份，存于）
- List of M. N. Saha's papers （页面存档备份，存于）